# Aspila luteitinctus
Aspila luteitinctus là một loài bướm đêm trong họ Noctuidae.